# ヨシフ・パンチッチ

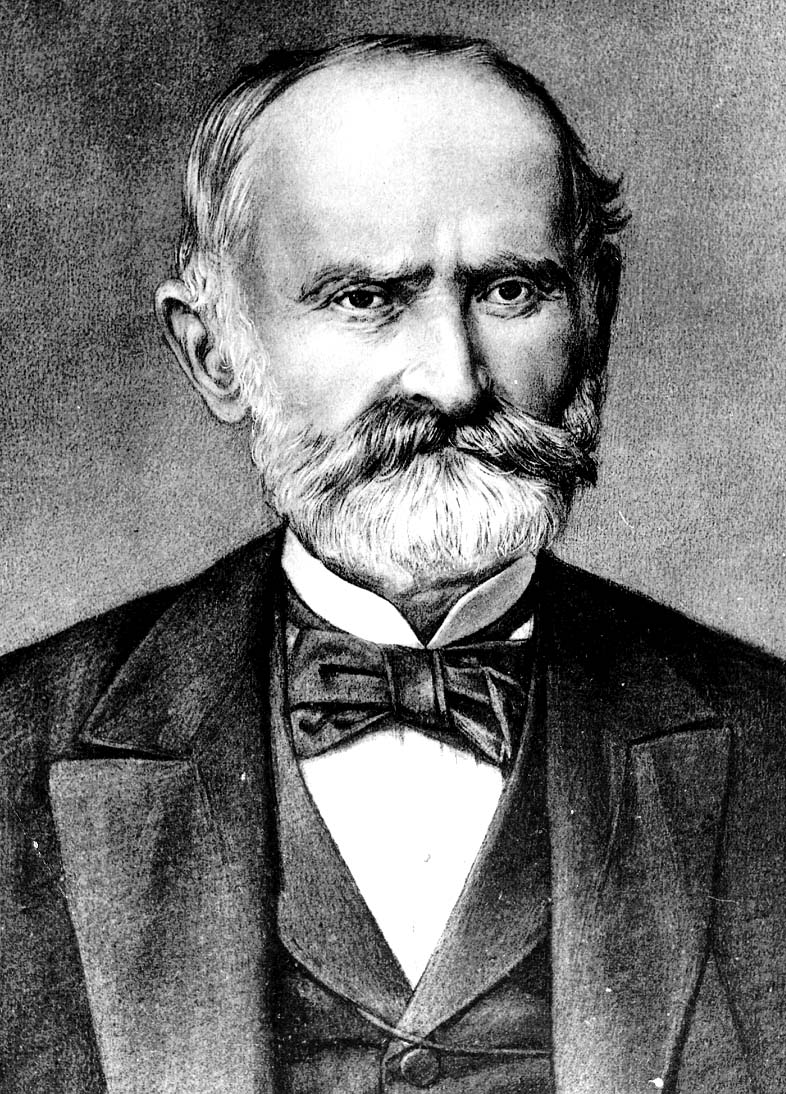
Josif Pančić.

ヨシフ・パンチッチ（Josif Pančić、キリル表記: Јосиф Панчић、1814年4月17日 - 1888年2月25日）は、セルビアの植物学者、医師である。セルビア科学芸術アカデミーの初代会長を務めた。

## 生涯
ノヴィ・ヴィノドルスキ（Novi Vinodolski）のBribirのブニェヴァツ人の家に生まれた。ザグレブの大学で哲学を学んだ後、ペシュトで医学を学び、ペシュトで医師として働いた。1840年代の半ば、ウィーンに住み植物学を熱心に学んだ。セルビアに戻り、政府のために医師として働き、1853年からベオグラードの学校で医学を教えた。セルビア正教に改宗し、名前をJosipからJosifに改めた。
近代的な植物学の研究をした最初のバルカン半島出身者の一人である。ベオグラード大学の教授を務め、ベオグラード植物園の園長となった。1887年にセルビア科学芸術アカデミーの初代会長となった。針葉樹のオモリカトウヒ（Picea omorika;セルビアトウヒ:Serbian spruceとも）を発見したことで知られる。おもにセビリアの植物を研究したが、ヘルツェゴヴィナやブルガリア、モンテネグロへも調査のために赴いた。モンテネグロの山 Bijela Goraの頂上、Velika Jastrebicaに入った植物学者でもある。
ヨモギ属の種、Artemisia panciciやハマウツボ科の種、Orobanche panciciiに献名されている。

## 著書
- Flora agri belgradensis, 1865
- Flora principatus Serbiae, 1874
- Elenchus plantarum vascularium quas aestate a. 1873 in Crna Gora, 1875
- Elementa ad floram principatus Bulgariae, 1883
- Additamenta ad Floram Principatus Serbiae, 1884